# Gospin plač
Gospin plač je najpoznatija korizmena popijevka koja se pjevala u Hrvata: Dalmaciji, Kvarneru, Hercegovini, Bosni i Slavoniji. "Gospin plač" je od davnina poznata pjesma u kršćanskom svijetu. Prvi trag toj pjesmi nalazimo u latinsko - kršćanskoj literaturi Engleske iz 11. stoljeća pod imenom "Planctus beatae Virginis", a pripisuje se sv. Anselmu (1033. – 1109). Iz uvoda spomenutog natpisa saznajemo daje sv. Anselmo uz post i molitvu Blaženu Gospu molio da bi mu objavila bol i muku svojega Božanskog Sina. Blažena Gospa mu se ukazala i rekla da je Božanski Spasitelj toliko patio i trpio u svojoj muci, te nema toga tko bi to mogao bez plača i boli ispričati. No, Ona će mu to ipak priopćiti sve redom jer je u preobraženom stanju, pa stoga i slobodna od svake boli. Sv. Anselmo postavlja pitanja na koja mu Gospa odgovara. Cijeli se "Planctus" dijeli u 16 poglavlja; počinje molitvom u vrtu Getsemanskom, a završava se time kako položiše Isusa u grob. S dopuštenjem najvišega crkvenog sudišta, "Gospin plač" franjevci su prenijeli u Bosni i Slavoniji gdje su ga vjernici, znali gotovo naizust i svaki su ga dan pred večer pjevali, osobito u korizmi. Osorsko-hvarska pjesmarica datira iz 1533. godine.
U Klimantovićevu zborniku I fra Šimuna Klimantovića iz Lukorana na Ugljanu, datira iz 1501. – 1512. U našoj kulturnoj baštini sačuvano je više obrada. Najpoznatija je obrada fra Anđela Nuića. Iz njegova teksta se vidi da je to stara narodna pobožna pjesma koja veliča Kristove patnje podnesene za spasenje ljudskog roda. Napisana je u obliku dijaloga između Isusa, Marije i Ivana. Najstariji dosad poznati Gospin plač u hrvatskoj glazbenoj baštini jest onaj iz Picićeve ili rapske pjesmarice (čuva se u Oxfordu, u Bodleian Library), a potječe iz 1471. godine. Picićeva rapska pjesmarica je prva rapska pjesmarica. To je dramatizacija dijaloškog dramskog teksta Gospinog Plača. Zapisao ju je rapski kanonik Matija Picić 1471. godine. Sadrži još neke poznate pjesme, poput „Va se vrime godišta“. „Picićeva pjesmarica“ je najstariji zapis na hrvatskom jeziku i latinici na razini cijele Europe.